# Danesh (Jahrbuch für Geschichte und Literatur)
Danesh (persisch: دانش; DMG: Dāneš; deutsch: „Wissen“) ist der Titel von sieben verschiedenen persischsprachigen Zeitschriften, die seit 1882 herausgegeben wurden. Ab 1974 wurde ein Jahrbuch für Geschichte und Literatur in Persisch und Urdu unter dem Titel Danesh von der Persischen Abteilung der Kaschmir-Universität in Srinagar veröffentlicht. Der Herausgeber war Šams-ad-Dīn Aḥmad. Kopien davon werden in der Zentralbibliothek der Universität Teheran aufbewahrt.